# Pelle Larsson
Pelle Gustav Gösta Larsson (Estocolmo, 23 de febrero de 2001) es un baloncestista sueco que pertenece a la plantilla de los Miami Heat de la NBA. Con 1,96 metros de estatura, juega en la posición de escolta.

## Trayectoria deportiva

### Primeros años
Larsson creció en Nacka, y es hijo de Christian Larsson, exmiembro del equipo nacional de baloncesto masculino de Suecia. Comenzó jugando para el equipo local Skuru IK antes de mudarse al norte a los 16 años para unirse al BC Luleå. Allí jugó una temporada con el equipo filial, y una más con el primer equipo, en la Svenska basketligan, en la que promedió 7,6 puntos, 2,8 rebotes, 1,9 asistencias y 0,8 robos por partido.

### Universidad
En 2020 se mudó a Estados Unidos para disputar el campeonato universitario. Jugó una temporada con los Utah de la Universidad de Utah, en la que promedió 8,2 puntos, 3,2 rebotes y 2,8 asistencias por partido.
Al término de la temporada anunció que sería transferido a los Wildcats de la Universidad de Arizona. Allí disputó tres temporadas más, en las que promedió 9,9 puntos, 3,9 rebotes y 2,8 asistencias por encuentro. En su primera temporada fue elegido mejor sexto hombre de la Pac-12 Conference.

#### Estadísticas
| Año     | Equipo  | PJ  | PT | MPP  | %TC  | %3P  | %TL  | RPP | APP | ROB | TPP | PPP  |
| ------- | ------- | --- | -- | ---- | ---- | ---- | ---- | --- | --- | --- | --- | ---- |
| 2020–21 | Utah    | 25  | 18 | 26.6 | .467 | .463 | .883 | 3.2 | 2.8 | .7  | .5  | 8.2  |
| 2021–22 | Arizona | 37  | 2  | 20.7 | .478 | .363 | .813 | 3.4 | 1.8 | .8  | .2  | 7.2  |
| 2022–23 | Arizona | 35  | 18 | 27.4 | .472 | .356 | .835 | 4.3 | 3.1 | .8  | .2  | 9.9  |
| 2023–24 | Arizona | 36  | 36 | 30.1 | .519 | .426 | .750 | 4.1 | 3.7 | .9  | .2  | 12.8 |
| Total   | Total   | 133 | 74 | 26.1 | .490 | .397 | .813 | 3.8 | 2.8 | .8  | .3  | 9.6  |

### Profesional
El 27 de junio fue elegido en la cuadragésimo cuarta posición del Draft de la NBA de 2024 por los Houston Rockets, sin embargo, esa misma noche fue traspasado a los Miami Heat a cambio de AJ Griffin a través de un intercambio a tres bandas con los Atlanta Hawks. El 2 de julio firmó contrato con los Heat. Debutó en la NBA en el primer encuentro de la temporada, el 23 de octubre ante Orlando Magic anotando dos puntos. En su primer año disputó 55 encuentros con los Heat, ocho de ellos como titular.

## Estadísticas de su carrera en la NBA

### Temporada regular
| Año     | Equipo | PJ | PT | MPP  | %TC  | %3P  | %TL  | RPP | APP | ROB | TPP | PPP |
| ------- | ------ | -- | -- | ---- | ---- | ---- | ---- | --- | --- | --- | --- | --- |
| 2024-25 | Miami  | 55 | 8  | 14.2 | .438 | .337 | .672 | 1.7 | 1.2 | .6  | .1  | 4.6 |
| Total   | Total  | 55 | 8  | 14.2 | .438 | .337 | .672 | 1.7 | 1.2 | .6  | .1  | 4.6 |

### Playoffs
| Año   | Equipo | PJ | PT | MPP  | %TC  | %3P  | %TL  | RPP | APP | ROB | TPP | PPP |
| ----- | ------ | -- | -- | ---- | ---- | ---- | ---- | --- | --- | --- | --- | --- |
| 2025  | Miami  | 4  | 0  | 13.0 | .533 | .375 | .333 | 2.3 | 1.0 | .3  | .0  | 5.0 |
| Total | Total  | 4  | 0  | 13.0 | .533 | .375 | .333 | 2.3 | 1.0 | .3  | .0  | 5.0 |